# Jason Smith (giocatore di football americano)
Jason Smith (Dallas, 30 aprile 1986) è un ex giocatore di football americano statunitense che ha militato nel ruolo di offensive tackle nella National Football League (NFL). Fu scelto come secondo assoluto del Draft NFL 2009 dai St. Louis Rams. Al college ha giocato a football all'Università di Baylor.

## Carriera

### St. Louis Rams
Al draft NFL 2009 Smith fu selezionato come secondo assoluto dai St. Louis Rams. Il 30 luglio 2009 ha firmato un contratto di 6 anni per 33 milioni di dollari. 
Ha debuttato nella NFL il 13 settembre 2009 contro i Seattle Seahawks indossando la maglia numero 77. Il 22 novembre 2009 ha subito una forte commozione cerebrale che l'ha costretto a saltare le ultime partite della stagione regolare.

### New Orleans Saints
L'11 aprile 2013, Smith ha firmato un contratto annuale con i New Orleans Saints.